# Mohamed El Gourch
Ben Mohamed El Gourch (Casablanca, 11 januari 1936 - Casablanca, 21 februari 2015) was een Marokkaans wielrenner die driemaal de Ronde van Marokko won en daarnaast nog viermaal op het podium eindigde. In 1960 nam hij deel aan de Olympische Spelen in Rome.

## Palmares
1960
Eindklassement Ronde van Marokko
1964
Eindklassement Ronde van Marokko
1965
Eindklassement Ronde van Marokko